# Notoraja lira
Notoraja lira är en rockeart som beskrevs av McEachran och Last 2008. Notoraja lira ingår i släktet Notoraja och familjen egentliga rockor. IUCN kategoriserar arten globalt som livskraftig. Inga underarter finns listade i Catalogue of Life.